# Pradas
Pradas es un despoblado del término municipal de San Agustín, en la comarca de Gúdar-Javalambre.

## Geografía
Pradas es mencionada en un pleito con el ayuntamiento de Teruel. En enero de 1294, en una concordia entre el obispo de Zaragoza y el capítulo de clérigos de la villa de Teruel sobre los diezmos, se enumeran las iglesias del arciprestazgo de Teruel y siguiendo un orden geográfico nombran Pradas entre Rubielos y Albentosa. Tuvo que estar localizado pues en el término de San Agustín, donde hay una ermita dedicada a la Virgen de Pradas alrededor de algunas construcciones como un castillo. Este pueblo ya no se nombra a finales del siglo XIV.
La iglesia y el castillo se sitúan en un cabezo cerca del actual aldea de La Alameda, a 3 km de San Agustín.